# Margarita Villalta de Sánchez
Rosa Margarita Villalta de Sánchez (Quezaltepeque, 4 de abril de 1950) es una activista, política y figura pública salvadoreña. Fue primera dama de El Salvador entre 2014 y 2019 por ser esposa del presidente Salvador Sánchez Cerén. 

## Biografía
Rosa Villalta nació el 4 de abril de 1950, en la ciudad de Quezaltepeque, Departamento de La Libertad, hija de Cristina Villalta y Marcos Morales. En 1968 se casó con Salvador Sánchez Cerén, con quien tuvo cuatro hijos.
Sus compañeras de estudios la recuerdan como una joven solidaria y optimista. Fue entrenadora en la banda de paz de su escuela y siempre participó en los actos culturales y cívicos estudiantiles. Era muy joven cuando El Salvador entraba a una época de amplios movimientos populares que exigían democracia y respeto a los derechos humanos fundamentales.
Luego de abandonar sus estudio y comenzó a trabajar en una fábrica de textiles, donde se unió al sindicato de trabajadores. Una experiencia que la marcó profundamente y la llevó a dedicar su vida a la construcción de una sociedad democrática, respetuosa de los derechos y con más oportunidades de desarrollo.

## Trayectoria
A inicios de los 1980, Margarita Villalta junto a sus  hijos, se vio obligada a trasladarse a Nicaragua, donde se incorpora a la Organización guerrillera FPL (Fuerzas Populares de Liberación) y conoció los frentes de guerra en El Salvador en el año de 1987.
Como segunda dama del país, Villalta de Sánchez se desempeñó como coordinadora de la Comisión de Acción Social (CAS), comisión dependiente de la Vicepresidencia que desarrolla programas para mujeres y niños en el país.
Margarita Villalta de Sánchez se convirtió en primera dama de El Salvador el 1 de junio de 2014, tras la toma de posesión de su esposo, un ex comandante rebelde de izquierda durante la Guerra Civil Salvadoreña . El 11 de junio de 2014, Margarita Villalta de Sánchez tomó posesión como directora del Instituto Salvadoreño para el Desarrollo Integral de la Niñez y la Adolescencia (ISNA), una organización gubernamental que trabaja con niños y adolescentes. En el Salón de Honor Presidencial Óscar Arnulfo Romero de la Casa Presidencial también se juramentó el titular de otras 18 agencias y departamentos gubernamentales. 
El presidente y la primera dama anunciaron que residirían en su casa durante sus mandatos, en lugar de la Casa Presidencial, la residencia oficial del presidente. En julio de 2014, la pareja convirtió la Casa Presidencial en un museo y centro de artes, con las obras de 45 artistas salvadoreños.